# Liste der Geotope im Landkreis Karlsruhe
Diese sortierbare Liste der Geotope im Landkreis Karlsruhe enthält die Geotope des baden-württembergischen Landkreises Tübingen, die amtlichen Bezeichnungen für Namen und Nummern sowie deren geographische Lage. Die Geotope sind im Geotop-Kataster Baden-Württemberg dokumentiert und umfassen Aufschlüsse von Gesteinen, Böden, Mineralien und Fossilien sowie besondere Landschaftsteile.

## Liste
Im Landkreis sind 87 Geotope (Stand 1. Februar 2022) offiziell vom Landesamt für Geologie, Rohstoffe und Bergbau (LGRB) ausgewiesen:
| Steckbrief Nr. (PDF) | Name                                                                                       | Geotoptyp          | Gemeinde/Stadt, Gemarkung             | Koordinaten                     | Bild | Bemerkungen                                                                                                |
| -------------------- | ------------------------------------------------------------------------------------------ | ------------------ | ------------------------------------- | ------------------------------- | ---- | --- |
| 1906                 | Posidonien-Schieferwand (aufg. Steinbruch) im Kurgebiet von Bad Schönborn                  | Aufschluss         | Bad Schönborn Gemarkung Langenbrücken | 49° 11′ 59″ N, 8° 38′ 56,6″ O   |      | Geologische Einheit: Posidonienschiefer-Formation Status: geschützt (Naturdenkmal Posidonien-Schieferwand) |
| 1907                 | Aufg. Steinbruch am westl. Bereich des Hasenbergs W von Busenbach                          | Aufschluss         | Ettlingen                             | 48° 56′ 8,9″ N, 8° 26′ 37,4″ O  |      | Geologische Einheit: Mittlerer Buntsandstein Status: mit geschützt (NSG Kälberklamm und Hasenklamm)        |
| 1908                 | Aufg. Steinbruch am Kälberkopf E von Ettlingen                                             | Aufschluss         | Ettlingen                             | 48° 56′ 12,1″ N, 8° 26′ 21,6″ O |      | Geologische Einheit: Mittlerer Buntsandstein Status: geschützt                                             |
| 1909                 | Aufg. Steinbruch E von Waldprechtsweier                                                    | Aufschluss         | Malsch Gemarkung Waldprechtsweier     | 48° 51′ 41,7″ N, 8° 20′ 56,9″ O |      | Geologische Einheit: Unterer Buntsandstein Status: geschützt (Naturdenkmal Steinbruch Waldprechtsweier)    |
| 1910                 | Aufschluss am Horn S von Oberderdingen                                                     | Aufschluss         | Oberderdingen                         | 49° 2′ 44,2″ N, 8° 48′ 1,2″ O   |      | Geologische Einheit: Gipskeuper bis Schilfsandstein Status: geschützt (Naturdenkmal Aufschluß am Horn)     |
| 1911                 | Aufg. Ton-Lehmgrube am Heulenberg                                                          | Aufschluss         | Pfinztal Gemarkung Söllingen          | 48° 59′ 57,9″ N, 8° 33′ 6,5″ O  |      | Geologische Einheit: Löss Status: mit geschützt (NSG Lehmgrube am Heulenberg)                              |
| 1912                 | Rennweghohle ca. 1400 m NE von Zeutern                                                     | Hohlweg            | Ubstadt-Weiher Gemarkung Zeutern      | 49° 11′ 12,2″ N, 8° 41′ 44,9″ O |      | Geologische Einheit: Löss Status: mit geschützt (NSG Beim Roten Kreuz (8 Teilgebiete))                     |
| 1913                 | Niederung W der B 3 bei Weingarten, Weingartener Moor                                      | Moor               | Weingarten                            | 49° 2′ 22,3″ N, 8° 30′ 43,4″ O  |      | Geologische Einheit: ? Status: mit geschützt (NSG Weingartener Moor-Bruchwald Grötzingen)                  |
| 1914                 | Kiesgrube Hessel                                                                           | Aufschluss         | Bad Schönborn                         | 49° 14′ 14,2″ N, 8° 39′ 8,9″ O  |      | Geologische Einheit: ? Status: geschützt (Naturdenkmal Kiesgrube Hessel)                                   |
| 1915                 | Steinbruch beim Saubrunnen                                                                 | Aufschluss         | Bruchsal                              | 49° 6′ 28,2″ N, 8° 36′ 16,3″ O  |      | Geologische Einheit: ? Status: geschützt (Naturdenkmal Steinbruch beim Saubrunnen)                         |
| 1916                 | Steinbruch Pfaffenloch                                                                     | Aufschluss         | Bruchsal                              | 49° 7′ 11,8″ N, 8° 37′ 30,1″ O  |      | Geologische Einheit: ? Status: geschützt (Naturdenkmal Steinbruch Pfaffenloch)                             |
| 1917                 | Steinbruch am Stadtrand                                                                    | Aufschluss         | Bruchsal                              | 49° 6′ 45,6″ N, 8° 34′ 51,6″ O  |      | Geologische Einheit: ? Status: geschützt (Naturdenkmal Steinbruch am Stadtrand)                            |
| 1918                 | Sandgrube am Todtschlag                                                                    | Aufschluss         | Bruchsal                              | 49° 6′ 24″ N, 8° 32′ 14,1″ O    |      | Geologische Einheit: ? Status: geschützt (Naturdenkmal Sandgrube am Todtschlag)                            |
| 1919                 | Sandgrube                                                                                  | Aufschluss         | Forst (Baden)                         | 49° 9′ 2,4″ N, 8° 35′ 47,1″ O   |      | Geologische Einheit: ? Status: geschützt (Naturdenkmal Sandgrube)                                          |
| 1920                 | Steinbruch im Holder                                                                       | Aufschluss         | Gondelsheim                           | 49° 3′ 49,3″ N, 8° 38′ 29,1″ O  |      | Geologische Einheit: ? Status: geschützt (Naturdenkmal Steinbruch im Holder)                               |
| 1921                 | Sandgrube am Wingert                                                                       | Aufschluss         | Graben-Neudorf                        | 49° 9′ 20,5″ N, 8° 26′ 54,4″ O  |      | Geologische Einheit: ? Status: geschützt (Naturdenkmal Sandgrube am Wingert)                               |
| 1922                 | Unteröwisheimer Lößhöhlen                                                                  | Höhlen             | Kraichtal                             | 49° 8′ 19,1″ N, 8° 40′ 15,1″ O  |      | Geologische Einheit: Löss Status: geschützt (Naturdenkmal Unteröwisheimer Lößhöhlen)                       |
| 1923                 | Binnendünenfeld Breitlingswegäcker Kronau                                                  | Landschaftselement | Kronau                                | 49° 12′ 55,8″ N, 8° 37′ 16,6″ O |      | Geologische Einheit: ? Status: geschützt (Naturdenkmal Binnendünenfeld Breilingswegäcker Kronau)           |
| 1924                 | Steinbruch am Malscher Weg                                                                 | Aufschluss         | Malsch                                | 48° 52′ 20,2″ N, 8° 22′ 58,7″ O |      | Geologische Einheit: ? Status: geschützt (Naturdenkmal Steinbruch am Malscher Weg)                         |
| 1925                 | Tauchstein                                                                                 | Felsformation      | Oberderdingen                         | 49° 5′ 38,3″ N, 8° 45′ 39,6″ O  |      | Geologische Einheit: ? Status: geschützt (Naturdenkmal Tauchstein)                                         |
| 1926                 | Sandgrube am Sermsgewann                                                                   | Aufschluss         | Oberhausen Gemarkung Rheinhausen      | 49° 16′ 9,9″ N, 8° 28′ 45,4″ O  |      | Geologische Einheit: ? Status: geschützt (Naturdenkmal Sandgrube am Sermsgewann)                           |
| 1927                 | Ubstadter Salzquelle                                                                       | Quelle             | Ubstadt-Weiher                        | 49° 9′ 25,9″ N, 8° 37′ 47,8″ O  |      | Geologische Einheit: ? Status: geschützt (Naturdenkmal Ubstadter Salzquelle)                               |
| 1928                 | Hungerquelle                                                                               | Quelle             | Walzbachtal                           | 49° 0′ 15,2″ N, 8° 38′ 56,6″ O  |      | Geologische Einheit: ? Status: geschützt (Naturdenkmal Hungerquelle)                                       |
| 1929                 | Steinbruch Mauertal                                                                        | Aufschluss         | Weingarten                            | 49° 2′ 27,7″ N, 8° 32′ 19,6″ O  |      | Geologische Einheit: Oberer Muschelkalk Status: geschützt (Naturdenkmal Steinbruch Mauertal)               |
| 1930                 | Steinbruch Sohl                                                                            | Aufschluss         | Weingarten                            | 49° 3′ 36,2″ N, 8° 33′ 13,2″ O  |      | Geologische Einheit: ? Status: geschützt (Naturdenkmal Steinbruch Sohl)                                    |
| 1931                 | Böschung am östl. Ortsausgang von Bretten an der B 35                                      | Aufschluss         | Bretten                               | 49° 2′ 0,2″ N, 8° 43′ 12,9″ O   |      | Geologische Einheit: Oberer Muschelkalk                                                                    |
| 1932                 | Aufg. Steinbruch ca. 150 m N des Sportplatzes von Gölshausen                               | Aufschluss         | Bretten Gemarkung Gölshausen          | 49° 3′ 10,1″ N, 8° 43′ 7,6″ O   |      | Geologische Einheit: Oberer Muschelkalk                                                                    |
| 1933                 | Aufg. Steinbruch am W-Hang des Adlerbergs bei Neibsheim ca. 300 m W der Kapelle            | Aufschluss         | Bretten Gemarkung Neibsheim           | 49° 4′ 13,9″ N, 8° 41′ 20,8″ O  |      | Geologische Einheit: Oberer Muschelkalk                                                                    |
| 1934                 | Aufg. Steinbruch im Rohrbachtal E von Bruchsal                                             | Aufschluss         | Bruchsal                              | 49° 7′ 9,3″ N, 8° 37′ 20″ O     |      | Geologische Einheit: Oberer Muschelkalk                                                                    |
| 1935                 | Aufg. Steinbruch (Gundel'scher Bruch) an B 3 S von Bruchsal                                | Aufschluss         | Bruchsal                              | 49° 6′ 35,8″ N, 8° 34′ 45,5″ O  |      | Geologische Einheit: Oberer Muschelkalk                                                                    |
| 1936                 | Aufg. Steinbruch SW von Bruchsal bei Langental                                             | Aufschluss         | Bruchsal                              | 49° 6′ 27″ N, 8° 36′ 18,2″ O    |      | Geologische Einheit: Oberer Muschelkalk                                                                    |
| 1937                 | Hangböschung ca. 750 m NNE vom Ortsende Bruchsal am Pflüger                                | Aufschluss         | Bruchsal                              | 49° 8′ 27,8″ N, 8° 36′ 37,5″ O  |      | Geologische Einheit: Algenkalke des Oligozäns                                                              |
| 1938                 | Aufg. Steinbruch SW der Eichelberg-Kaserne S von Bruchsal                                  | Aufschluss         | Bruchsal                              | 49° 6′ 1,5″ N, 8° 34′ 45,2″ O   |      | Geologische Einheit: Oberer Muschelkalk                                                                    |
| 1939                 | Aufschluss an der Auffahrt zum Michaelsberg, Untergrombach                                 | Aufschluss         | Bruchsal Gemarkung Untergrombach      | 49° 4′ 59,1″ N, 8° 33′ 49,1″ O  |      | Geologische Einheit: Oberer Muschelkalk                                                                    |
| 1940                 | Aufg. Steinbruch W von Obergrombach                                                        | Aufschluss         | Bruchsal Gemarkung Untergrombach      | 49° 4′ 54″ N, 8° 34′ 8,9″ O     |      | Geologische Einheit: Oberer Muschelkalk                                                                    |
| 1941                 | Aufg. Steinbruch am Schöllbrunner Steig S von Ettlingen ca. 1700 m NW von Spessart         | Aufschluss         | Ettlingen                             | 48° 55′ 36,1″ N, 8° 25′ 8,3″ O  |      | Geologische Einheit: Mittlerer Buntsandstein                                                               |
| 1942                 | Aufg. Steinbruch am Hardberg SE von Schöllbronn                                            | Aufschluss         | Ettlingen Gemarkung Schöllbronn       | 48° 53′ 23,6″ N, 8° 25′ 50,1″ O |      | Geologische Einheit: Mittlerer Buntsandstein                                                               |
| 1943                 | Aufg. Steinbruch ca. 1400 m SW von Gondelsheim                                             | Aufschluss         | Gondelsheim                           | 49° 3′ 0,2″ N, 8° 38′ 11,2″ O   |      | Geologische Einheit: Oberer Muschelkalk                                                                    |
| 1944                 | Aufg. Steinbruch N vom Stifterhof NO von Odenheim                                          | Aufschluss         | Östringen Gemarkung Eichelberg        | 49° 11′ 25,8″ N, 8° 46′ 25,3″ O |      | Geologische Einheit: Grenze Schilfsandstein Bunte Mergel                                                   |
| 1945                 | Aufg. Steinbruch (Ärarischer Steinbruch) NE vom Stifterhof NE von Odenheim                 | Aufschluss         | Östringen Gemarkung Eichelberg        | 49° 11′ 12,9″ N, 8° 46′ 46,1″ O |      | Geologische Einheit: Schilfsandstein                                                                       |
| 1946                 | Schwefelquelle N von Östringen                                                             | Quelle             | Östringen                             | 49° 13′ 35,5″ N, 8° 42′ 41,3″ O |      | Geologische Einheit: Obtususton-Formation                                                                  |
| 1947                 | Aufg. Steinbruch SO vom Siegfriedsbrunnen am S-Hang des Schindelbergs                      | Aufschluss         | Östringen Gemarkung Odenheim          | 49° 11′ 41,1″ N, 8° 44′ 34,1″ O |      | Geologische Einheit: Schilfsandstein                                                                       |
| 1948                 | Aufg. Steinbruch/ehem. Ziegelei an der Schleemühle NE von Ittersbach                       | Aufschluss         | Karlsbad Gemarkung Ittersbach         | 48° 52′ 34,2″ N, 8° 31′ 10,2″ O |      | Geologische Einheit: Unterer Muschelkalk                                                                   |
| 1949                 | Aufg. Steinbruch N von Gochsheim an der Straße nach Kraichtal                              | Aufschluss         | Kraichtal Gemarkung Gochsheim         | 49° 6′ 21,4″ N, 8° 44′ 54″ O    |      | Geologische Einheit: Oberer Muschelkalk                                                                    |
| 1950                 | Aufg. Steinbruch Ob der alten Kirche ca. 300 m ENE vom Bhf. Gochsheim                      | Aufschluss         | Kraichtal Gemarkung Gochsheim         | 49° 6′ 39,2″ N, 8° 44′ 49″ O    |      | Geologische Einheit: Oberer Muschelkalk                                                                    |
| 1951                 | Böschung ca. 1200 m ENE von Schloss Kürnbach                                               | Aufschluss         | Kürnbach                              | 49° 4′ 49,1″ N, 8° 51′ 43,5″ O  |      | Geologische Einheit: Gipskeuper                                                                            |
| 1952                 | Böschung am Waldparkplatz Lange Steige E von Kürnbach                                      | Aufschluss         | Kürnbach                              | 49° 4′ 47,2″ N, 8° 51′ 52,8″ O  |      | Geologische Einheit: Gipskeuper                                                                            |
| 1953                 | Aufg. Steinbruch E von Kürnbach am W-Sporn des Forschenwalds                               | Aufschluss         | Kürnbach                              | 49° 4′ 35,2″ N, 8° 51′ 58,3″ O  |      | Geologische Einheit: Schilfsandstein                                                                       |
| 1954                 | Aufg. Steinbruch an der Straße Malsch-Freiolsheim                                          | Aufschluss         | Malsch Gemarkung Malschenberg         | 48° 51′ 56,1″ N, 8° 21′ 17,3″ O |      | Geologische Einheit: Mittlerer Buntsandstein                                                               |
| 1955                 | Aufg. Steinbruch ca. 1200 m SE von Malsch im Tannelgrund                                   | Aufschluss         | Malsch                                | 48° 51′ 55,2″ N, 8° 21′ 33″ O   |      | Geologische Einheit: Unterer Buntsandstein                                                                 |
| 1956                 | Hangeinschnitt in Sulzbach hinter der Möbelfabrik                                          | Landschaftselement | Malsch Gemarkung Sulzbach             | 48° 53′ 58″ N, 8° 21′ 47,2″ O   |      | Geologische Einheit: Unterer Buntsandstein                                                                 |
| 1957                 | Straßenböschung S der Schöllbronner Mühle                                                  | Aufschluss         | Marxzell Gemarkung Burbach            | 48° 53′ 4,2″ N, 8° 26′ 0,2″ O   |      | Geologische Einheit: Unterer Buntsandstein                                                                 |
| 1958                 | Straßeneinschnitt an der Straße Marxzell-Burbach vor dem Waldparkplatz SE von Burbach      | Aufschluss         | Marxzell Gemarkung Burbach            | 48° 51′ 58,4″ N, 8° 26′ 35,8″ O |      | Geologische Einheit: Mittlerer Buntsandstein                                                               |
| 1959                 | Böschung an der Straße Marxzell-Burbach an der 1. Kehre                                    | Aufschluss         | Marxzell Gemarkung Schielberg         | 48° 51′ 36″ N, 8° 26′ 34,5″ O   |      | Geologische Einheit: Mittlerer Buntsandstein                                                               |
| 1960                 | Gebäudeschäden am Hang über der Klosterruine Frauenalb                                     | Rutschung          | Marxzell Gemarkung Schielberg         | 48° 50′ 3,1″ N, 8° 26′ 20,9″ O  |      | Geologische Einheit: ?                                                                                     |
| 1961                 | Aufg. Steinbrüche SE von Oberderdingen am Hagenrain                                        | Aufschluss         | Oberderdingen                         | 49° 3′ 27,1″ N, 8° 49′ 25,8″ O  |      | Geologische Einheit: Schilfsandstein                                                                       |
| 1962                 | Aufg. Steinbruch am Horn ca. 1200 m S von Oberderdingen auf dem Plateau                    | Aufschluss         | Oberderdingen                         | 49° 2′ 46,2″ N, 8° 48′ 12,5″ O  |      | Geologische Einheit: Schilfsandstein                                                                       |
| 1963                 | Aufg. Steinbruch ca. 600 m W vom Stifterhof NE von Odenheim                                | Aufschluss         | Östringen Gemarkung Eichelberg        | 49° 11′ 6,4″ N, 8° 46′ 2,7″ O   |      | Geologische Einheit: Schilfsandstein                                                                       |
| 1964                 | Böschung eines Wegs am Kapellenberg ca. 500 m NW vom Sportplatz Eichelberg                 | Aufschluss         | Östringen Gemarkung Eichelberg        | 49° 11′ 27,4″ N, 8° 48′ 33,7″ O |      | Geologische Einheit: Mittlerer Keuper                                                                      |
| 1965                 | Wegböschung am Kapellenberg ca. 400 m N des Sportplatzes Eichelberg                        | Aufschluss         | Östringen Gemarkung Eichelberg        | 49° 11′ 27,7″ N, 8° 48′ 37,2″ O |      | Geologische Einheit: Stubensandstein                                                                       |
| 1966                 | Hohlweg in Odenheim von der Friedhofsstraße nach N                                         | Hohlweg            | Östringen Gemarkung Odenheim          | 49° 11′ 3″ N, 8° 44′ 54″ O      |      | Geologische Einheit: Löss                                                                                  |
| 1967                 | Aufg. Steinbrüche E von Östringen, N des Ulrichbergs                                       | Aufschluss         | Östringen                             | 49° 12′ 53″ N, 8° 44′ 25,3″ O   |      | Geologische Einheit: Schilfsandstein                                                                       |
| 1968                 | Aufg. Mergelgrube beim Weingut HEITLINGER ca. 1100 m W vom Bhf. Tiefenbach                 | Aufschluss         | Östringen Gemarkung Tiefenbach        | 49° 10′ 35,1″ N, 8° 47′ 8″ O    |      | Geologische Einheit: Schilfsandstein                                                                       |
| 1969                 | Kreuzweg zur Kapelle auf den Kreuzberg SE von Tiefenbach                                   | Aufschluss         | Östringen Gemarkung Tiefenbach        | 49° 10′ 21,3″ N, 8° 48′ 11,7″ O |      | Geologische Einheit: Mittlerer Keuper                                                                      |
| 1970                 | Böschung ca. 1300 m SW vom Bhf. Tiefenbach am S-Hang des Stößer                            | Aufschluss         | Östringen Gemarkung Tiefenbach        | 49° 10′ 6,6″ N, 8° 47′ 11,1″ O  |      | Geologische Einheit: Gipskeuper                                                                            |
| 1971                 | Ausgedehntes Ziegeleigelände S des Friedhofs von Söllingen                                 | Aufschluss         | Pfinztal Gemarkung Söllingen          | 48° 59′ 3,3″ N, 8° 32′ 15,8″ O  |      | Geologische Einheit: Löss                                                                                  |
| 1972                 | Aufg. Steinbruch am S Ortsende von Söllingen am Waldrand (Spielplatz)                      | Aufschluss         | Pfinztal Gemarkung Söllingen          | 48° 58′ 45,2″ N, 8° 32′ 28,8″ O |      | Geologische Einheit: Oberer Buntsandstein                                                                  |
| 1973                 | Aufg. Steinbruch im Gewann Nellenberg am SE Ortsrand von Pfinztal                          | Aufschluss         | Pfinztal Gemarkung Söllingen          | 48° 58′ 59″ N, 8° 33′ 15,4″ O   |      | Geologische Einheit: Grenzbereich Röt-Formation / Unterer Muschelkalk                                      |
| 1974                 | Aufg. Steinbruch an der Straße Söllingen-Thomashof ca. 1 600 m NE vom Thomashof im Wald    | Aufschluss         | Pfinztal Gemarkung Söllingen          | 48° 58′ 19,6″ N, 8° 31′ 0,5″ O  |      | Geologische Einheit: Unterer Muschelkalk                                                                   |
| 1975                 | Böschung in Wöschbach am östl. Ortseingang in Richtung Wössingen, hinter dem 1. Haus links | Aufschluss         | Pfinztal Gemarkung Wöschbach          | 49° 0′ 3,9″ N, 8° 34′ 5″ O      |      | Geologische Einheit: Unterer Muschelkalk                                                                   |
| 1976                 | Aufg. Steinbruch und ehem. Kalkbrennerei ca. 750 m SE von Wöschbach                        | Aufschluss         | Pfinztal Gemarkung Wöschbach          | 48° 59′ 45,9″ N, 8° 34′ 37,1″ O |      | Geologische Einheit: Unterer Muschelkalk                                                                   |
| 1977                 | Aufschluss an der SW-Seite der Ravensburg, Sulzfeld                                        | Aufschluss         | Sulzfeld                              | 49° 5′ 57,5″ N, 8° 52′ 26,2″ O  |      | Geologische Einheit: Gipskeuper                                                                            |
| 1978                 | Straßenböschung am N-Rand von Sulzfeld hinter dem Kleintierzüchterheim                     | Aufschluss         | Sulzfeld                              | 49° 6′ 39,5″ N, 8° 51′ 35,3″ O  |      | Geologische Einheit: Gipskeuper                                                                            |
| 1979                 | Straßeneinschnitt an der Straße Sulzfeld-Mühlbach kurz vor der Abzw. zu Ravensburg         | Aufschluss         | Sulzfeld                              | 49° 6′ 7,2″ N, 8° 52′ 32,5″ O   |      | Geologische Einheit: Gipskeuper                                                                            |
| 1980                 | Aufg. Steinbruch E von Sulzfeld beim Schützenhaus                                          | Aufschluss         | Sulzfeld                              | 49° 5′ 57,5″ N, 8° 52′ 14,8″ O  |      | Geologische Einheit: Gipskeuper                                                                            |
| 1981                 | Mehrere Böschungsaufschlüsse an der Alten Römerstraße SE von Stettfeld                     | Aufschluss         | Ubstadt-Weiher Gemarkung Ubstadt      | 49° 10′ 29,1″ N, 8° 39′ 4,7″ O  |      | Geologische Einheit: Mittlerer Keuper                                                                      |
| 1982                 | Straßenböschung an der B 3 am N Ortsausgang von Ubstadt                                    | Aufschluss         | Ubstadt-Weiher Gemarkung Ubstadt      | 49° 9′ 52″ N, 8° 38′ 7,2″ O     |      | Geologische Einheit: Eozäne Süßwasserkalke                                                                 |
| 1983                 | Aufg. Steinbruch S von Ubstadt beim Schützenhaus                                           | Aufschluss         | Ubstadt-Weiher Gemarkung Ubstadt      | 49° 9′ 13″ N, 8° 37′ 21,6″ O    |      | Geologische Einheit: Oberer Muschelkalk                                                                    |
| 1984                 | Straßeneinschnitt ca. 2500 m N von Zeutern an der Straße Zeutern-Östringen                 | Aufschluss         | Ubstadt-Weiher Gemarkung Zeutern      | 49° 11′ 53,3″ N, 8° 41′ 23,9″ O |      | Geologische Einheit: Numismalismergel-Formation                                                            |
| 1985                 | Portale des Eisenbahntunnels ca. 1000 m W von Jöhlingen                                    | Aufschluss         | Walzbachtal Gemarkung Jöhlingen       | 49° 1′ 27,9″ N, 8° 33′ 23,4″ O  |      | Geologische Einheit: Oberer Muschelkalk                                                                    |
| 1986                 | Aufg. Steinbruch, heute Sportplatz, ca. 1100 m SW von Jöhlingen an der B 293               | Aufschluss         | Walzbachtal Gemarkung Jöhlingen       | 49° 0′ 28,8″ N, 8° 33′ 50,5″ O  |      | Geologische Einheit: Oberer Muschelkalk                                                                    |
| 1987                 | Böschung und Hohlweg N von Wöschbach S des Sportplatzes                                    | Aufschluss         | Walzbachtal Gemarkung Jöhlingen       | 49° 0′ 25,2″ N, 8° 33′ 49,5″ O  |      | Geologische Einheit: Unterer Muschelkalk                                                                   |
| 1988                 | Steinbruch NE von Wössingen                                                                | Aufschluss         | Walzbachtal Gemarkung Wössingen       | 49° 1′ 2,8″ N, 8° 37′ 3,1″ O    |      | Geologische Einheit: Oberer Muschelkalk                                                                    |
| 1989                 | Aufschluss an der B 3 am Ortsausgang Weingarten                                            | Aufschluss         | Weingarten                            | 49° 3′ 22,8″ N, 8° 31′ 56,7″ O  |      | Geologische Einheit: Unterer Muschelkalk                                                                   |
| 1990                 | Aufg. Steinbruch ca. 1500 m NE von Weingarten S der Aussiedlerhöfe „Sohl“                  | Aufschluss         | Weingarten                            | 49° 3′ 36,7″ N, 8° 33′ 14,4″ O  |      | Geologische Einheit: Oberer Muschelkalk                                                                    |
| 1991                 | Hinterhöfe am S-Hang zum Turmberg in der Ortsmitte von Weingarten, Treppe zum Turm         | Aufschluss         | Weingarten                            | 49° 3′ 8,6″ N, 8° 31′ 56,8″ O   |      | Geologische Einheit: Unterer Muschelkalk                                                                   |
| 1992                 | Aufg. Steinbruch am N-Hang des Kirchbergs, ESE von Weingarten                              | Aufschluss         | Weingarten                            | 49° 2′ 50,9″ N, 8° 32′ 31,4″ O  |      | Geologische Einheit: Oberer Muschelkalk                                                                    |